# ロシア連邦による飛翔体発射実験 (2023年)
2023年のロシア連邦による飛翔体発射実験（ろしあれんぽうによるひしょうたいはっしゃじっけん）では、ロシア連邦（ロシア）によって2023年に発射された弾道ミサイルや巡航ミサイルやロケット弾などの飛翔体全般について記述する。

## 発射日時
以下、日時はUTC+9（日本標準時）である。

### 3月
- 3月28日 - ロシア国防省は公式SNS[1][2]で対艦巡航ミサイル「モスキート」を日本海上で発射したと発表[3][4][5][6]。